# Софка Попова
Софка Попова е българска лекоатлетка.
Родена е на 15 август 1953 година в Пловдив. Тренира бягане на къси разстояния в АФД „Тракия“, „Академик - София“ и „Дунав - Русе“ и участва в международни състезания, като Олимпиадата в Москва през 1980 година, на два пъти е европейска шампионка в зала (на 60 метра през 1980 година и на 50 метра през 1981 година). От 1983 година преподава във Висшето техническо училище „Ангел Кънчев“ в Русе, а от 1987 година – във Висшия институт за физическо възпитание „Георги Димитров“ в София, където през 1995 година защитава докторат на тема „Моделиране на тренировъчното натоварване на висококвалифицирани спринтьорки“, а от 1999 година е доцент.